# Jan Piller
Jan Piller (4. července 1922 Plzeň – 20. října 1995Praha) byl český a československý politik Komunistické strany Československa, poúnorový poslanec Národního shromáždění ČSSR a Sněmovny lidu Federálního shromáždění, místopředseda vlád Československa a stoupenec konzervativní, protireformní frakce KSČ během pražského jara v roce 1968, začátkem 70. let stál krátce v čele československých odborů.

## Biografie
Pocházel z rodiny dělníka. Navštěvoval měšťanskou školu a pak se vyučil kovodělníkem v podniku Škoda. V letech 1941–1945 působil jako odborný dělník v pobočce Škodových závodů ve městě Dubnica nad Váhom. Od roku 1945 byl členem KSČ. V letech 1945–1947 opětovně pracoval ve Škodových závodech v rodné Plzni, v letech 1947–1950 zastával post vedoucího tajemníka výboru KSČ v tomto velkém podniku.
Dva roky studoval na stranické vysoké škole a v letech 1953–1957 pracoval v oddělení chemie, hutnictví a strojírenství v Ústředním výboru Komunistické strany Československa, přičemž v letech 1957–1962 pak toto oddělení vedl. Členem ÚV KSČ byl od roku 1958. Na přelomu 50. a 60. let byl členem Státní plánovací komise. V roce 1963 se stal členem ekonomické komise ÚV KSČ a v období září 1963 – listopad 1965 zastával kromě toho i post předsedy Státní komise pro investiční výstavbu.
XI. sjezd KSČ ho zvolil za kandidáta Ústředního výboru Komunistické strany Československa. XII. sjezd KSČ a XIII. sjezd KSČ ho zvolil členem ÚV KSČ. V období leden 1968 – únor 1971 byl členem předsednictva ÚV KSČ, kam se dostal v rámci personálního rozšíření předsednictva poté, co post prvního tajemníka ÚV KSČ opustil Antonín Novotný. Od listopadu 1968 do února 1970 byla členem Byra ÚV KSČ pro řízení stranické práce v českých zemích, přičemž v období leden 1969 – únor 1970 byl tajemníkem tohoto byra.
Zastával i vládní posty. V letech 1962–1965 byl místopředsedou třetí vlády Viliama Širokého a vlády Jozefa Lenárta. Od listopadu 1965 do dubna 1968 byl náměstkem ministra těžkého průmyslu. Před rokem 1968 patřil mezi spojence Antonína Novotného.
Ve volbách roku 1964 byl zvolen za KSČ do Národního shromáždění ČSSR za Středoslovenský kraj, volební obvod Povážská Bystrica.(zvolen za slovenský kraj, ale byl české národnosti). V Národním shromáždění zasedal až do konce volebního období parlamentu v roce 1968.
V období duben 1968 – leden 1969 zastával funkci vedoucího tajemníka krajského výboru KSČ pro Středočeský kraj.
V letech 1968–1970 byl předsedou tzv. Pillerovy komise, jejímž úkolem bylo vyřešení problematiky rehabilitací osob nespravedlivě odsouzených v letech 1949–1954. Patřil ke konzervativní části KSČ, která odmítala reformní hnutí během pražského jara v roce 1968. 27. května 1968 ve svém referátu na schůzi předsednictva ÚV KSČ se vyjádřil v tom smyslu, že organizace K 231, by se měla rozložit. Prohlásil tehdy: „živly, které chtějí vše rozbíjet. Možná, že by se nám podařilo tuto organizaci ochromit a všechny poctivé lidi izolovat od lidí, kteří si tam hrají na jejich reprezentanty a přitom reprezentanty nikdy být nemohou, poněvadž jsou to lidé nedobří.“
Před invazí vojsk Varšavské smlouvy do Československa v srpnu 1968 s ním bylo počítáno jako se zastáncem sovětské intervence. Aktivně se podílel (hlasováním) na prosazení co nejméně odsuzujícího prohlášení k sovětské invazi. V noci z 20. na 21. srpna se ovšem na zasedání předsednictva ÚV KSČ připojil k textu protestní rezoluce, kterou vedení strany vydalo poté, co byli informováno o počínající okupaci. Už 22. srpna 1968 se nicméně účastnil schůzky konzervativních komunistů v hotelu Praha, kde se pokoušeli o ustavení „dělnicko-rolnické“ kolaborační vlády. V době po invazi za počínající normalizace působil jako hlavní spojka mezi konzervativními stranickými strukturami v českých zemích a Lidovými milicemi.
Po federalizaci Československa usedl roku 1969 do Sněmovny lidu Federálního shromáždění (volební obvod Povážská Bystrica), kde setrval do konce volebního období parlamentu, tedy do voleb roku 1971.
Dne 11. února 1970 byl zvolen předsedou Ústřední rady Revolučního odborového hnutí místo Karla Poláčka. V čele odborů zůstal jeden rok, 10. března 1971 ho nahradil Karel Hoffmann.